# Абель, Иосиф
Ио́сиф А́бель (22 августа 1764, Ашах-на-Дунае — 4 октября 1818, Вена) — австрийский живописец исторического жанра.
Родился в Ашах-на-Дунае, в Верхней Австрии, образование получил в Венской академии изобразительных искусств.  Был одним из лучших учеников.
В 1794—1796 годах работал в Польше, исполняя преимущественно заказы князя Чарторыйского, затем вновь переселился в Вену, а в 1801 году был послан за счёт Венской академии в Италию. Находясь в Польше, написал «Портрет сына князя Адама Казимира Чарторыского» и портрет поэта Дионисия Франциска Княжнина.
Иосиф Абель создал ряд значительных картин, таких как:
- Антигона, преклоняющая колени пред трупом своего брата
- Приём Клопштока в Элизиуме
- Смерть Катона Утического.

Вернувшись в Вену, он написал много запрестольных образов, из коих наиболее замечательны:
- Св. Эгидий
- Орест
- Прометей, прикованный к Кавказу
- Сократ
- Бегство в Египет и др.

В венской Лихтенштейнской галерее находится его автопортрет.